# Montegrotto Terme
Montegrotto Terme – miejscowość i gmina we Włoszech, w regionie Wenecja Euganejska, w prowincji Padwa.
Według danych na rok 2004 gminę zamieszkuje 10 315 osób, 687,7 os./km².
W dniu 10 maja 2014 roku w kompleksie hotelowym Terme Millepini otwarto basen Y-40, którego głębokość wynosi 40 metrów; w dniu otwarcia był najgłębszym basenem świata.

## Miasta partnerskie
- Alajuela
- Băile Herculane
- Berettyóújfalu
- Bordano
- Mason City
- Mostar
- Termas de Río Hondo